# Ecorregión de agua dulce Chaco
La ecorregión de agua dulce Chaco (342) es una georregión ecológica acuática continental situada en el centro de América del Sur. Se la incluye en la ecozona Neotropical.

## Distribución
Se distribuye en los estados del centro-sur del Brasil, en el este de Bolivia, en el oeste del Paraguay, y en el norte de la Argentina.
Esta ecorregión abarca gran parte de la región chaqueña. Incluye los tributarios occidentales de la cuenca del río Paraguay, a través de Bolivia, Paraguay y la Argentina. Sus límites se extienden por el norte desde la vertiente sur de las serranías de Sunsás, en la Chiquitanía de Bolivia, y por el sur la cuenca del río Bermejo (la cual incluye), en el norte de la Argentina. Está limitado al oeste por los Andes centrales, y hacia el este por el cauce principal del río Paraguay. El arco Michicola, que forma el límite noroeste de la ecorregión, es la divisoria de aguas entre la cuenca del río Amazonas y la cuenca del Plata.

## Especies características
Entre las especies características destacan algunos endemismos o taxones característicos, como por ejemplo varias especies del género Austrolebias: A. monstrosus, A. vandenbergi, y A. toba, así como del género Neofundulus: N. ornatipinnis y N. paraguayensis. Especies de otros géneros son Trigonectes aplocheiloides, Pterolebias longipinnis,  y Papiliolebias bitteri.
También habita una especie endémica del género Corydoras: C. micracanthus, y otra del género Acrobrycon: A. ortii.